# Charops luctuosus
Charops luctuosus là một loài tò vò trong họ Ichneumonidae.